# 점핑걸
점핑걸은 2015년 4월 30일에 공개된 대한민국의 웹드라마이다.

## 등장 인물
- 루나 : 남상아 역
- 박하성
- 정하나 : 이예니 역
- 유권 : 한가을 역
- 비범 : 서아신 역